# دهه ۱۹۰ (میلادی)

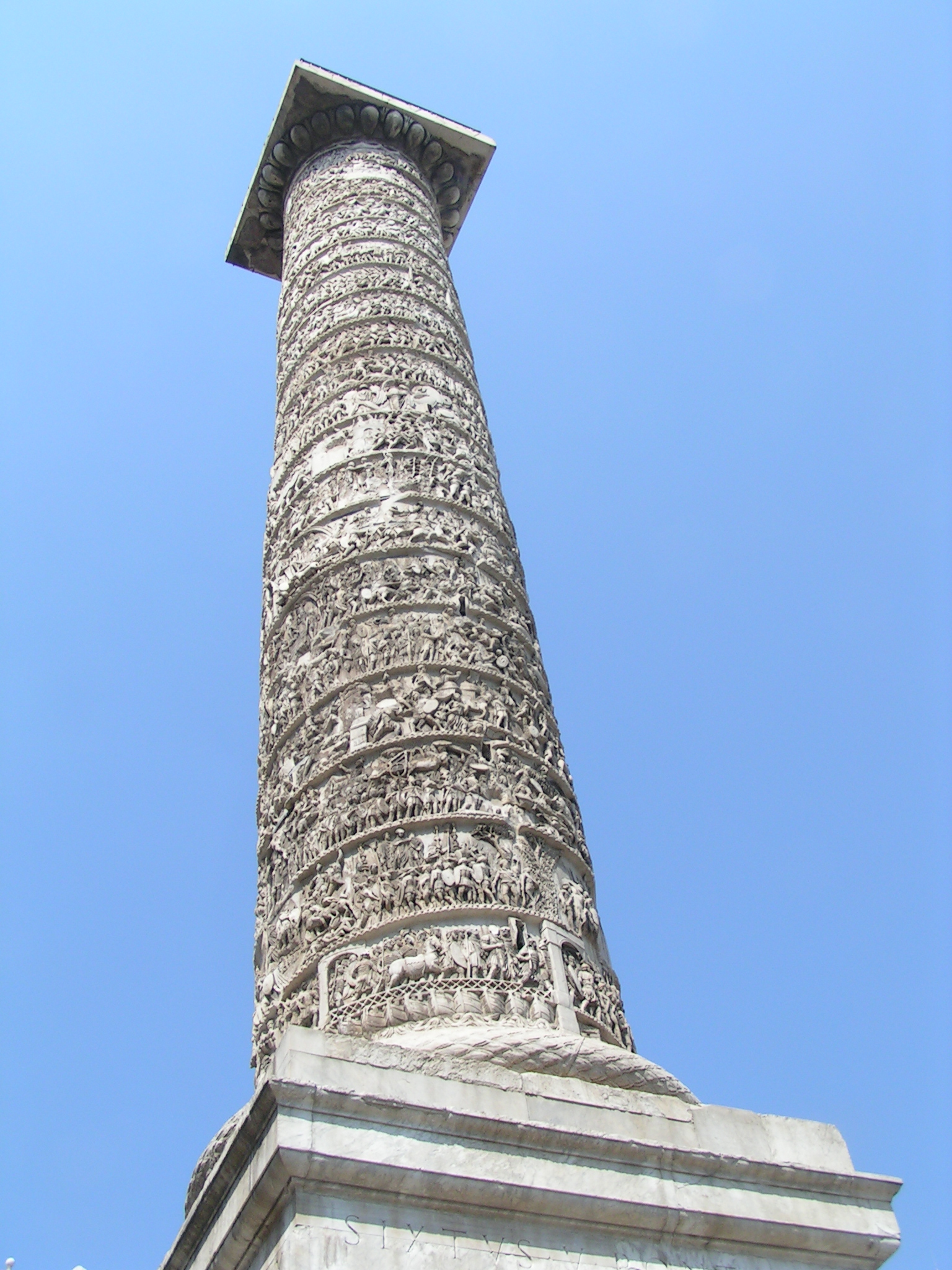
ستون مارکوس اورلیوس رم

دهه ۱۹۰ (میلادی) دهه نوزدهم تقویم میلادی است.

## درگذشتگان
‎